# 1996年夏季残疾人奥林匹克运动会冰岛代表团
1996年夏季残疾人奥林匹克运动会冰岛代表团是冰岛派出的1996年夏季残疾人奥林匹克运动会代表团。获得5枚金牌、4枚银牌和5枚铜牌。